# Wil (Alchenstorf)
Wil (toponimo tedesco; informalmente anche Wil bei Koppigen) è una frazione del comune svizzero di Alchenstorf, nel Canton Berna (regione dell'Emmental-Alta Argovia, circondario dell'Emmental).

## Storia

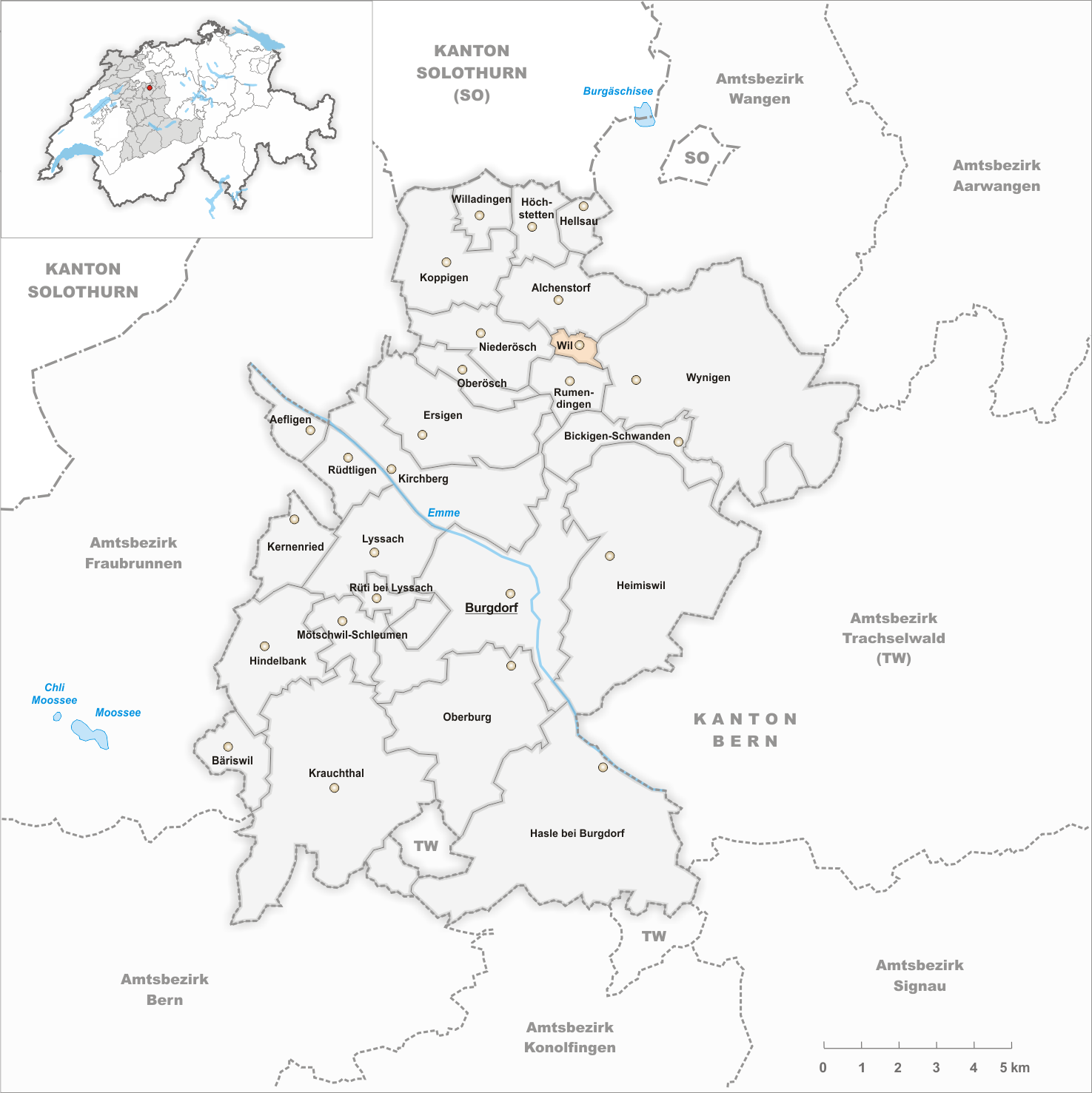
Il territorio del comune di Wil prima degli accorpamenti comunali del 1888

Già comune autonomo appartenente al distretto di Burgdorf, nel 1888 è stato accorpato al comune di Alchenstorf.

## Amministrazione
Ogni famiglia originaria del luogo fa parte del cosiddetto comune patriziale e ha la responsabilità della manutenzione di ogni bene ricadente all'interno dei confini del comune.